# Beats & Hate
Beats & Hate è il secondo album in studio del rapper italiano Egreen, autoprodotto dall'artista dopo aver terminato la collaborazione con Unlimited Struggle per divergenze artistiche nel 2014.

## Il disco
Per pubblicare il disco, Egreen si finanzia tramite una campagna su un sito di crowdfounding, riuscendo a raccogliere più di € 69.000, cifra superiore rispetto ai 20.000 euro richiesti, infrangendo un record nel genere della raccolta di fondi online in Italia sia per la cifra ottenuta sia per il numero di finanziatori del progetto, 1818 persone.
Egreen non ha previsto per Beats & Hate nemmeno la vendita tramite store digitali: il disco resta disponibile solamente per chi ha finanziato la sua campagna di crowdfounding.

## Tracce
1. Riepilogo 2015 – 3:47
2. Shake N Bake – 3:17
3. La Paura – 5:01
4. Goddamm – 4:04
5. Stanco – 4:40
6. Heads Up – 3:23
7. Sposato – 3:53
8. The Rockshow – 4:13
9. Ulysses – 5:20
10. 26 dicembre – 3:19
11. Il marchio del condor – 6:03
12. Il grande freddo – 4:19

## Formazione
Musicisti
- Egreen – rapping, voce

Produzioni
- Lvnar – produzione (tracce 1, 2, 3, 6 e 9)
- Big Things – produzione (traccia 4)
- The Ceasars – produzione (traccia 5)
- DJ Fast Cut (traccia 7)
- Mace – produzione (traccia 8)
- Cope – produzione (traccia 10)
- Big Joe – produzione (traccia 11)
- Pat Cosmo – produzione (traccia 12)